# Bezirksrabbinat Berlichingen
Das Bezirksrabbinat Berlichingen entstand 1832 in Berlichingen in Württemberg und war eines von 13 Bezirksrabbinaten, die auch als Bezirkssynagogen bezeichnet wurden.
Durch einen Erlass des Ministeriums des Innern vom 3. August 1832 wurden nach der Zusammenlegung oder Auflösung verschiedener jüdischer Gemeinden die nun insgesamt 41 Gemeinden in 13 Bezirksrabbinate eingeteilt. Berlichingen wurde Sitz eines Rabbinatsbezirks, da dort eine große jüdische Gemeinde bestand, die 1846 249 Mitglieder hatte. Die Bezirksrabbinate waren der ebenfalls 1832 geschaffenen Oberkirchenbehörde unterstellt. Das Bezirksrabbinat Berlichingen kam 1851 zum Bezirksrabbinat Mergentheim und später zum Bezirksrabbinat Heilbronn.

## Aufgaben
Die Aufgaben umfassten den Vollzug der landesherrlichen Verordnungen, die Verkündigung und den Vollzug der Verordnungen der Oberkirchenbehörde, Beratungen über Schulangelegenheiten, die Verwaltung von Stiftungen und die Verteilung von Almosen. Zur Finanzierung der Bezirksrabbinate wurden Umlagen von den einzelnen jüdischen Gemeinden bezahlt.

## Gemeinden des Rabbinatsbezirks
- Jüdische Gemeinde Berlichingen mit Filialgemeinde Bieringen
- Jüdische Gemeinde Ernsbach
- Jüdische Gemeinde Nagelsberg
- Jüdische Gemeinde Olnhausen
- Jüdische Gemeinde Korb (1832 bis 1846, danach zum Bezirksrabbinat Merchingen)

## Bezirksrabbiner
- 1823 bis 1835: Hirsch Jakob Berlinger
- 1836 bis 1840: Maier Hirsch Löwengart (Rabbinatsverweser)
- 1840 bis 1851: Abraham Wälder